# صموئيل لويس هاني
صموئيل لويس هاني هو عسكري كندي، ولد في 9 فبراير 1894 في Southgate, Ontario ‏ في كندا، وتوفي في 30 سبتمبر 1918 في فرنسا.